# Asteroide Aton
| Marte (M) Vênus (V) Mercúrio (H) | Sol Asteroides Aton Terra (E) |

O grupo Aton comparado com as órbitas dos planetas terrestres do Sistema Solar

Os asteroides Aton são um grupo dinâmico de asteroides cujas órbitas os aproximam da Terra. Por definição, Atons são asteroides que cruzam a Terra (a < 1.0 UA e Q > 0.983 UA). O grupo recebeu o nome de 2062 Aton, o primeiro de seu tipo, descoberto em 7 de janeiro de 1976 pela astrônoma americana Eleanor F. Helin no Observatório Palomar. Em 2020, 1841 Atons foram descobertos, dos quais 13 são nomeados. Muitos Atons são classificados como asteroides potencialmente perigosos.

## Descrição
Os asteroides Aton são definidos por terem um semieixo maior (a) inferior a 1.0 unidade astronômica (UA), a distância aproximadamente média da Terra ao Sol. Eles também têm um afélio (Q; maior distância do Sol) maior que 0.983 UA. Isso os define como asteroides que cruzam a Terra, pois a órbita da Terra varia entre 0.983 e 1,017 UA.
As órbitas dos asteroides podem ser altamente excêntricas. Quase todos os asteroides Aton conhecidos têm um afélio maior que 1 UA. A observação de objetos inferiores à órbita da Terra é difícil, e essa dificuldade pode contribuir para o viés de amostragem na aparente preponderância de Atons excêntricos. Os asteroides Aton representam apenas cerca de 7.4% da população conhecida de asteroides próximos da Terra. Muitos mais asteroides da classe Apolo são conhecidos do que asteroides da classe Aton, possivelmente por causa do viés de amostragem.
O semieixo maior mais curto para qualquer asteroide Aton conhecido é 0.580 UA, para o objeto 2016 XK24. O asteroide Aton com o menor periélio conhecido é também aquele com a maior excentricidade conhecida: (137924) 2000 BD19 tem uma órbita com excentricidade de 0.895, o que o leva de um periélio de 0.092 UA, bem dentro da órbita de Mercúrio, a um afélio de 1.66 UA, que é maior que o semieixo maior de Marte (1.53 UA). Por um breve período perto do final de 2004, o asteroide 99942 Apophis (então conhecido apenas por sua designação provisória 2004 MN4) aparentemente representou uma ameaça de impactar a Terra em 2029 ou 2036, mas foram encontradas observações anteriores que eliminaram essas possibilidades.

## Tipos de NEO
| Grupo                                                                           | q       | a    | Q       | ECA |
| ------------------------------------------------------------------------------- | ------- | ---- | ------- | --- |
| Amor                                                                            | > 1.017 | >1.0 | –       | Não |
| Apolo                                                                           | < 1.017 | >1.0 | –       | Sim |
| Aton                                                                            | –       | <1.0 | > 0.983 | Sim |
| Atira                                                                           | –       | <1.0 | < 0.983 | Não |
| Para todos os NEOs q é < 1.3 AU; A órbita da Terra varia entre 0.983 e 1.017 UA |         |      |         |     |